# Phare du cap San Antonio (Argentine)
Ne pas confondre avec le phare du cap San Antonio sur la péninsule de Guanahacabibes à Cuba ; ni avec le phare du cap San Antonio, province d'Alicante  en Espagne.
Le phare de Cabo San Antonio (en espagnol : Faro San Antonio) est un phare actif situé  sur le Cabo San Antonio (es) (Partido de La Costa) dans la Province de Buenos Aires en Argentine. Il est géré par le Servicio de Hidrografía Naval (SHN) de la marine .
Le phare est classé monument historique national depuis 2010.

## Histoire
Le phare est un phare habité de la marine argentine situé au nord de la ville de San Clemente del Tuyú (en).
Le phare a été mis en service le 1er janvier 1892. La structure du phare a été construite par l'entreprise française Barbier, Bénard et Turenne. Fonctionnant à l'électricité, il possède aussi une torche à gaz sur la galerie, pour une utilisation d'urgence avec une portée lumineuse de 9 milles (environ 17 km) . 
Une tornade en 1917 a cassé une jambe de la tour et en 1986, un incendie a détruit les quartiers du gardien et endommagé le phare. Il a été réparé dans les six mois. Un ascenseur a été installé à côté du cylindre central pour un accès facile à la lumière.

## Description
Ce phare  est un haut pylone métallique à trois jambages à claire-voie, avec une galerie et une lanterne de 58 m de haut, proche d'une maison de gardien. La tour est peinte de bandes horizontales blanches et noires et la lanterne est noire. Il émet, à une hauteur focale de 63 m, un long éclat blanc de 1.4 seconde par période de 17 secondes. Sa portée est de 28 milles nautiques (environ 52 km).
Identifiant : ARLHS : ARG011 - Amirauté : G0904 - NGA : 110-19420 .

## Caractéristique dufeu maritime
Fréquence : 17 secondes (W-W)
- Lumière : 1.4 seconde
- Obscurité : 15.6 secondes

|          |
| Le phare |

### Lien connexe
- Liste des phares d'Argentine